# Chambre des députés (Liban)
Pour les autres articles nationaux ou selon les autres juridictions, voir Chambre des députés.
24e législature
Bâtiment du Parlement libanais
La Chambre des députés (en arabe : مجلس النواب, Majlis al-Nuwwab) est l'institution monocamérale exerçant le pouvoir législatif au  Liban. Composée de 128 députés élus tous les quatre ans, avec la moitié de chrétiens et la moitié de musulmans. En plus de ratifier les lois, ils élisent le président de la République et votent la confiance au gouvernement.

## Système électoral

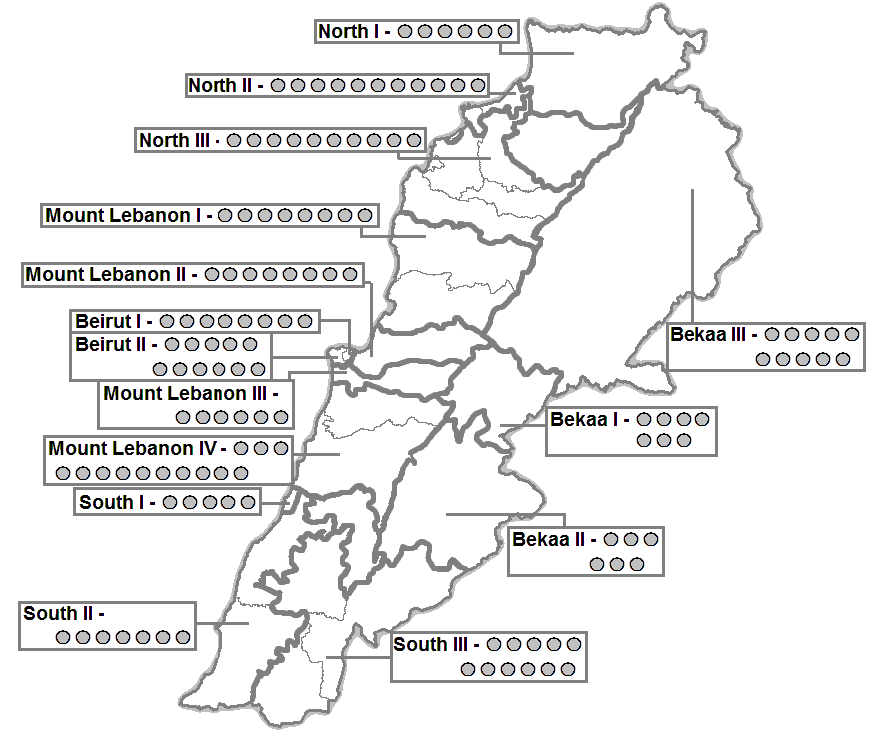
Répartition des sièges par circonscription.

La Chambre des députés est composée, depuis le changement de la loi électorale en juin 2017, de 128 députés. Ils sont élus pour quatre ans au scrutin proportionnel dans quinze circonscriptions de cinq à treize sièges, dont sept circonscriptions subdivisées en districts électoraux. Les électeurs ont également la possibilité d'utiliser un vote préférentiel pour un candidat au sein de la liste qu'ils choisissent. L'ensemble des candidats doivent se regrouper dans ces dernières, composées d'un minimum de trois candidats, ce qui rend impossibles les candidatures indépendantes.
En accord avec la pratique libanaise du confessionnalisme politique, les communautés religieuses libanaises se répartissent des sièges réservés dans les différentes circonscriptions suivant leur poids démographique. La répartition des voix se fait à la proportionnelle. Une fois l'ensemble des bulletins de vote dépouillés, le total des votes valides dans chaque circonscription est divisé par le nombre de sièges à pourvoir, ce qui donne en voix le seuil électoral nécessaire pour qu'une liste obtienne un siège. La répartition des sièges se fait entre les listes ayant atteint ce quorum de manière proportionnelle selon le pourcentage de voix obtenu, puis au sein des listes en accord avec les quota confessionnels et le nombre de votes préférentiels obtenus par les candidats.
Pour la première fois, les Libanais vivant à l'étranger sont autorisés à participer aux législatives. Bien que la diaspora libanaise soit évaluée à douze millions d’individus, soit le double de la population du Liban même, la plupart ne possèdent plus la nationalité, plusieurs décennies après les vagues d'émigrations ayant touché le pays, et seuls 82 000 s'inscrivent en 2017. 
Une nouvelle loi électorale prévoit d’abord la création de six nouveaux sièges réservés aux Libanais qui ne résident pas sur le territoire national pour les élections de 2022. La Chambre des députés acte toutefois, le 20 octobre 2021, que les Libanais résidant à l'étranger voteraient, depuis l'étranger, dans leur circonscription d'origine.

## Sièges réservés
Depuis l'accord de Taef en 1989, la Chambre des députés doit avoir autant de musulmans que de chrétiens, soit 64 par religion : dont 34 maronites (26,6 %), 8 grec catholiques (6,2 %), 27 sunnites (21 %), 27 chiites (21 %), 14 grec orthodoxes (10.9 %), 8 druzes (6,2 %), 2 alaouites (1,5 %), 6 arméniens (5 orthodoxes et 1 catholique) (4,7 %), 1 évangélique (0,8 %) et 1 autres chrétiens (0,8 %).
Malgré le manque d'informations concernant la démographie religieuse du pays (dernier recensement dans les années 1930), pour faire la distinction entre les différentes confessions, il existe des quotas pour celles musulmanes (sunnites, chiites, druzes, alaouites) et 6 des 12  chrétiennes (il existe une place pour les autres chrétiens). 
Les juifs libanais sont représentés par le député des « autres chrétiens » par souci d'équilibre entre les confessions chrétiennes et musulmanes.
Le Liban est divisé en 6 mouhafazat.

## Présidence
Le président de la Chambre des députés est — depuis le Pacte national de 1943 (qui constitue une partie non écrite de la Constitution libanaise) — obligatoirement chiite. Il est élu pour 4 ans. Le président de cette chambre dispose d'un pouvoir plus fort que dans d'autres pays, pour pouvoir balancer le pouvoir entre les trois confessions dominantes : maronite (président de la République), sunnite (Premier ministre) et chiite (président de la Chambre des députés).
Le président actuel est Nabih Berri. 

## Bâtiment du parlement
Le bâtiment qui abrite la chambre des députés est situé place de l'Étoile à Beyrouth, à quelque 200 mètres à l'ouest de la place des Martyrs. Il est construit de 1932 à 1935 par l'architecte Mardiros Altounian (en). 
Avant la guerre civile, le monument accueille également la Bibliothèque nationale ; alors remplie de 20 000 ouvrages, ceux-ci sont presque tous brûlés pendant le conflit.

## Diverses contestations
Certains hommes politiques libanais[Qui ?] parlent de corruption. Le problème existe aussi au niveau des listes électorales : certains hommes politiques[Qui ?] réclament que lorsqu'un candidat est présent sur plusieurs listes, il faudrait, pour comptabiliser le nombre de votes, faire une moyenne et non une accumulation[réf. nécessaire].
Les circonscriptions redécoupées en 2000 par les Syriens pour désavantager les chrétiens est contesté. 
Ce découpage avantage les anti-syriens dans le nord : les zones chrétiennes sont noyées dans la circonscription de Tripoli, majoritairement sunnite.

## Féminisation
Lors du scrutin de 2009, quatre femmes sont élues. À celui de 2018, elles sont six sur 128 élus (dont Paula Yacoubian, Bahia Hariri et Sethrida Geagea).

### Localisation
1. ↑  33° 53′ 49″ N, 35° 30′ 14″ E